# 楊完者
楊完者，原名通贯，字世杰。元朝末年將領，寶慶绥寧（今湖南绥寧）人，乃十峒飛山（今日邵陽、懷化一帶）蠻首領楊再思的後裔，被張士誠與達識帖睦邇合攻而死，谥忠愍。

## 簡介
至正時土豪皆起，自命諸侯。楊通贯隨其父親楊正衡起兵，編蠻民為部曲，號稱「勤王」。
1352年，正衡、通贯父子隨著元將達識帖睦邇打敗徐壽輝，攻克武昌，正衡拜湖廣右丞，通贯授湖廣副元帅。不久，正衡陣亡，通貫盡有其眾。
1355年，紅巾軍朱元璋令郭天叙、张天佑等攻擊金陵。杨通贯部隨元軍去救援，將郭張等人擊敗，隨即又打敗攻克扬州的张士诚。
1356年，在杭州、秀州一帶連敗張士诚。
1357年，張士誠不敵楊通贯，接受元朝招安，士誠被封為太尉。杨通贯升为江浙右丞，拜骠骑将军，奉元順帝敕改名楊完者，通贯兄改名楊伯顏。同年討伐朱元璋部將胡大海，失敗，損失士卒數萬人。
1358年，達識帖睦邇不滿杨完者囂張跋扈，與張士誠合攻楊完者。楊完者、楊伯顏自縊死。
楊完者所部軍隊屢事屠殺擄掠，不得民心，與張士诚部隊的紀律嚴明相反，江浙人稱「生不謝寶慶楊，死不怨泰州張」。

## 延伸阅读
[在维基数据编辑]
 《新元史/卷221》，出自柯劭忞《新元史》